# Sjoerd de Bont
Sjoerd de Bont (Dordrecht, 22 augustus 1988) is een Nederlands regisseur, filmproducent en acteur.
De Bont speelde van 2008 tot 2010 de rol van Jon Kersjes in de dramaserie Wolfseinde. Ook had hij een rol in SpangaS. In 2010 maakte hij als producent-regisseur de film Levenslang. Zelf speelde De Bont ook een rol in de film. Daarna volgden korte films zoals ESC, Niets Meer, Droomvrouw, Meesterlijk, The Candykillers en Stoorzender. Met de film Stoorzender kreeg De Bont in februari 2015 een eervolle vermelding op het filmfestival Filmapalooza in Hollywood. Ook was de film in mei 2015 te zien in de  Short Film Corner tijdens het filmfestival van Cannes.
De film Riven won de prijs "Beste buitenlandse korte horrorfilm" bij het International Horror Hotel Film Festival.
Ook regisseerde De Bont de videoclip van het nummer 'Ondersteboven' van Fabian Feyaerts en was hij een van de regisseurs van de speelfilm 48 minuten. Die film ging in première op het Nederlands Film Festival.
Op 19 oktober 2017 ging zijn low-budget speelfilm Pestkop in première.
In 2019 zorgden de voorbereidingen en fondsenverwerving voor een nieuwe film voor beroering toen de SGP-fractie in Zaltbommel en de PCG-fractie in Buren vragen stelden over de subsidiëring van een geplande Halloween-film voor kinderen.
Deze film, De Vloek van Lughus, ging in oktober 2021 in première tijdens het Cinekid Film Festival in Amsterdam.
- Nederlandse Thesaurus van Auteursnamen: 412517132
- Virtual International Authority File: 41150686558812541567
- WorldCat: E39PBJqqx8Q6pdJ6G6H4DxHBfq